# Не, Арсен
Арсен Не (фр. Arsène Né; 4 января 1981, Абиджан) — ивуарийский футболист, защитник.

## Биография
Профессиональную карьеру начал в клубе «АСЕК Мимозас». С 2001 года по 2004 год выступал за «Беверен». Летом 2004 года перешёл в донецкий «Металлург». В чемпионате Украины дебютировал 14 марта 2004 года в матче против донецкого «Шахтёра» (2:0). В сезоне 2007/08 выступал на правах аренды за бельгийский «Жерминаль Беерсхот». После перешёл в клуб «Эйпен». Сейчас Арсен Не без клуба

## Личная жизнь
Его младший брат Марко также профессиональный футболист.